# Brénaz
Brénaz ist eine Ortschaft und eine ehemalige französische Gemeinde mit 101 Einwohnern (Stand 1. Januar 2022) im Département Ain in der Region Auvergne-Rhône-Alpes. Sie gehörte  zum Kanton Hauteville-Lompnes und zum Arrondissement Belley. Die Ortsbewohner von Brénaz heißen auf Französisch Brénazien(ne)s.
Mit Wirkung vom 1. Januar 2019 wurden die ehemaligen Gemeinden Virieu-le-Petit, Brénaz, Chavornay und Lochieu zur Commune nouvelle Arvière-en-Valromey zusammengeschlossen und haben in der neuen Gemeinde den Status einer Commune déléguée. Der Verwaltungssitz befindet sich im Ort Virieu-le-Petit.

## Geographie
Brénaz liegt auf 690 m, etwa 21 Kilometer nördlich der Stadt Belley und 48 km südöstlich der Präfektur Bourg-en-Bresse (Luftlinie). Das Bauerndorf erstreckt sich im südöstlichen Bugey, an aussichtsreicher Lage auf einer Verebnungsfläche in der Talschaft des Valromey, am Westfuß der Hergues, einer Jurakrete, die zum Höhenzug des Grand Colombier gehört.
Das Valromey bildet eine breite Senke zwischen zwei hohen, in Nord-Süd-Richtung orientierten Jurakämmen. Das Gebiet wird Bachlauf der Brise tangiert, welche nach Süden zur Arvière entwässert.

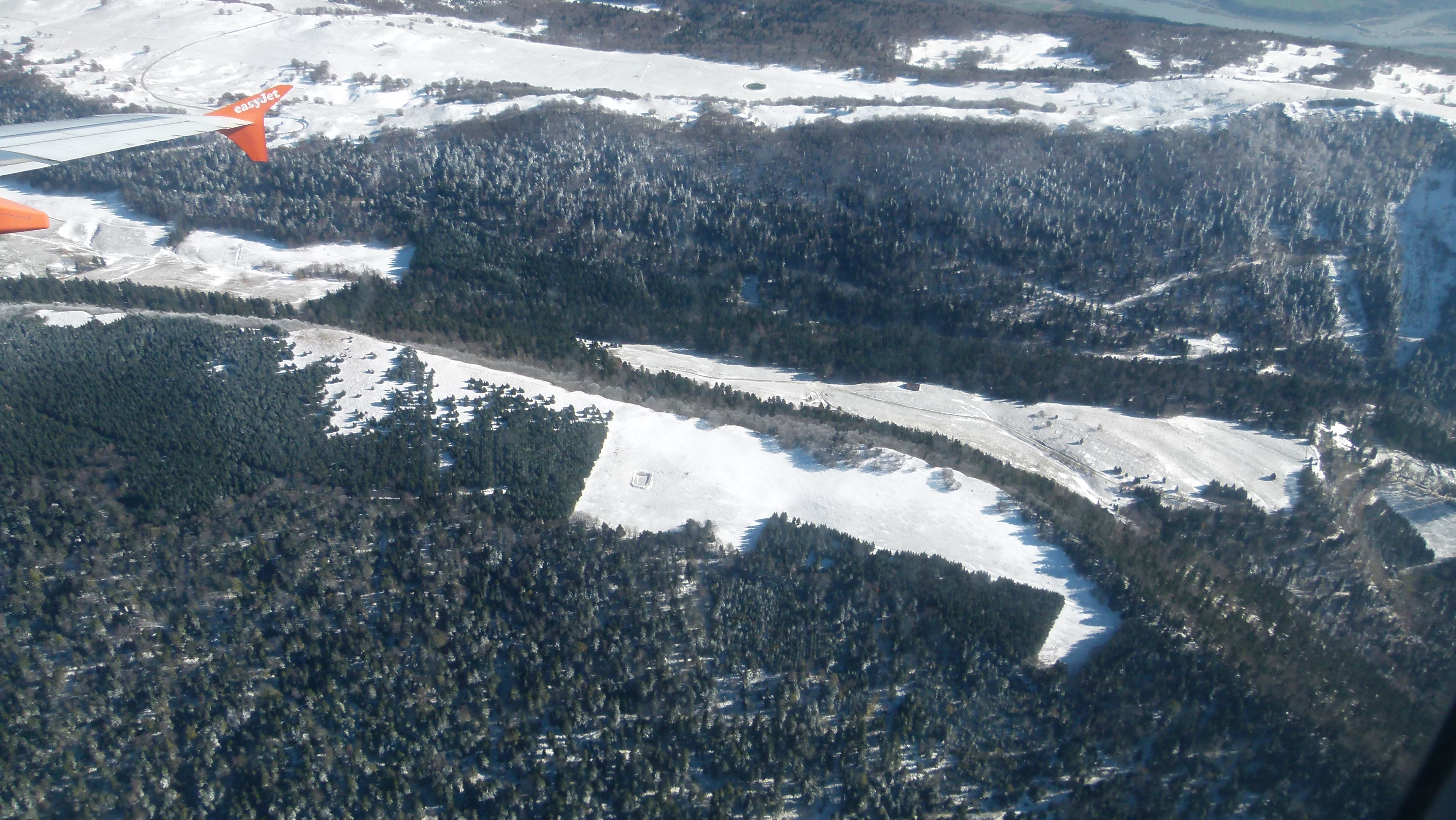
Blick auf den Gebirgszug Hergues

Zu Brénaz gehören neben dem eigentlichen Ort auch verschiedene Weiler und Gehöfte, nämlich:
- Boirin (700 m) südöstlich an das Dorf anschließend
- Méraléaz (750 m) am Westhang der Hergues
- Larnin (760 m) am Westhang der Hergues

Nachbarorte von Brénaz sind Haut-Valromey mit Songieu im Norden, Corbonod im Osten, Lochieu im Süden sowie Champagne-en-Valromey im Westen.

## Geschichte
Die Pfarrei Méraléaz mit ihrer damaligen Kirche Saint Vincent wurde 1150 zum ersten Mal erwähnt, da sie dem Kartäuserkloster Chartreuse d’Arvières im benachbarten Lochnieu abgabepflichtig war. Im Jahre 1605 verlegte der Heilige Franz von Sales die Pfarrei nach Brénaz, worauf dort die heutige Dorfkirche Saint Martin erbaut wurde. Seit dem Mittelalter stand Brénaz unter der Oberhoheit der Grafen von Savoyen. Mit dem Vertrag von Lyon gelangte das Dorf im Jahre 1601 an Frankreich.

## Sehenswürdigkeiten
Die Dorfkirche von Brénaz stammt aus dem frühen 17. Jahrhundert.

## Bevölkerung
| Bevölkerungsentwicklung | Bevölkerungsentwicklung |
| Jahr                    | Einwohner               |
| ----------------------- | ----------------------- |
| 1962                    | 115                     |
| 1968                    | 116                     |
| 1975                    | 103                     |
| 1982                    | 92                      |
| 1990                    | 95                      |
| 1999                    | 105                     |
| 2007                    | 93                      |
| 2011                    | 92                      |

Nachdem die Einwohnerzahl in der ersten Hälfte des 20. Jahrhunderts deutlich abgenommen hatte, verblieb die Bevölkerungszahl seit Beginn der 1970er Jahre auf annähernd konstantem Niveau.

## Wirtschaft und Infrastruktur
Brénaz war bis weit ins 20. Jahrhundert hinein ein vorwiegend durch die Landwirtschaft geprägtes Dorf. Noch heute leben die Bewohner überwiegend von der Tätigkeit im ersten Sektor. Einige Erwerbstätige sind auch Wegpendler, die in den größeren Ortschaften der Umgebung ihrer Arbeit nachgehen.
Die Ortschaft liegt abseits der größeren Durchgangsstraßen an einer Departementsstraße, die von Artemare via Brénaz auf den Col de Richemond führt. Weitere Straßenverbindungen bestehen mit Champagne-en-Valromey und über den Höhenzug der Hergues mit Corbonod im Rhônetal (nur im Sommer geöffnet).